# Anders von Flygarell
Anders von Flygarell, tidigare Flygare, född 6 augusti 1668, död 12 februari 1734 i Stockholm, var en svensk militär och hovman.

## Biografi
Anders von Flygarell föddes 1668. Han var son till löjtnanten Gustaf Flygare vid artilleriet. von Flygarell blev 1690 soldat vid överste Mauritz Vellingks regemente i Stade och 1695 underofficer vid kung Vilhelms av Storbritannien livgarde till fot. Han blev 1703 regementskvartermästare vid överste Rancks regemente i holländsk tjänst och 1713 kapten i hessen-kasselsk tjänst. von Flygarell  adlades 9 maj 1718 tillsammans med brodern Jonas Gustaf von Flygarell under namnet von Flygarell och introducerades i Sveriges Riddarhus 1719 på nummer 1554. Han blev 1719 hovintendent. von Flygarell avled 1734 i Stockholm.

### Egendom
von Flygarell  ägde Sköldstad i Vikingstads socken och Normstorp i Slaka socken.

### Familj
von Flygarell  gifte sig 13 juni 1721 i Stockholm med friherrinnan Christina Margareta von Danckwaardt (1703–1737), dotter till landshövdingen Peter von Danckwardt och Anna Catharina Gyllenadler. De fick tillsammans barnen sergenaten Fredrik von Flygarell (1725–1742), Anna Charistina von Flygarell  (1727–1777) som var gift med generallöjtnanten och landshövdingen Reinhold Johan von Lingen och Ragnhild Ulrika von Flygarell  (1732–1816) som var gift med översten Carl Gustaf Strömsköld och generalen, friherre Fredric Horn af Åminne.